# ディネスバラン・クリシュナン
ディネスバラン・クリシュナン（Dinesvaran Krishnan、1988年5月22日 - ）は、メジャーリーグラグビー、シカゴ・ハウンズに所属するラグビー選手。

## プロフィール
- マレーシア出身[1]。
- ポジションはロック(LO)。
- 身長 198cm、体重 120kg
- ニックネームはデューク（Duke）で、ヤマハ発動機ジュビロ時代は登録名も「デューク・クリシュナン」としていた。
- マレーシア代表に選ばれたことがある。

## 略歴
19歳からラグビーを始めた。
ブケマタジャム高校、コブラクラブを経て、2013年、ヤマハ発動機ジュビロ(現・静岡ブルーレヴズ)に加入。同年12月21日に行われたジャパンラグビートップリーグ2ndステージ第4節のNECグリーンロケッツ戦にて途中出場で日本での公式戦初出場を果たす。
2019年、日野レッドドルフィンズに加入。
2022年、日野レッドドルフィンズを退団した。
2023年、シカゴ・ハウンズに加入。